# چوقان
چوقان نام یک منطقه‌ای گردشگری در ۳ کیلومتری روستای ایور، نزدیکی شهر ریوش، شهرستان کوهسرخ است که مکانی تفریحی، سرسبز و دارای حوضچه‌های آب می‌باشد.